# Patricia van der Kammen
Patricia van der Kammen (Heerlen, 8 april 1972) is een Nederlands politica namens de Partij voor de Vrijheid.
In 2006 was Van der Kammen goed voor 1.091 stemmen als lijstduwer op de Tweede Kamerlijst namens de PVV.
In 2011 werd Van der Kammen voor het eerst verkozen, als lid van de Provinciale Staten van Noord-Brabant.
Bij de Europese Parlementsverkiezingen van 2009 stond Van der Kammen op de zevende plaats van de kandidatenlijst van de PVV, wat niet voldoende was om direct gekozen te worden. Toen Barry Madlener in september 2012 het Europees Parlement verliet om lid van de Tweede Kamer te worden, was Van der Kammen de eerste opvolger. Zij werd benoemd op 27 september 2012. Zij was tot oktober 2012 beleidsmedewerker bij de Universiteit van Tilburg waar ze een terugkeerregeling had.
Bij de Europese Parlementsverkiezingen van 2014 was Van der Kammen niet herkiesbaar. In 2015 keerde ze als controller terug bij Tilburg University. Bij de Europese Parlementsverkiezingen 2019 stond ze op de lijst als lijstduwer.

## Verkiezingsuitslagen
| Verkiezing                                           | Partij | Positie | Stemmen |
| ---------------------------------------------------- | ------ | ------- | ------- |
| Tweede Kamerverkiezingen 2006                        | PVV    | 20      | 1.091   |
| Europese Parlementsverkiezingen 2009                 | PVV    | 7       | 12.409  |
| Provinciale Statenverkiezingen 2011 in Noord-Brabant | PVV    |         |         |
| Tweede Kamerverkiezingen 2012                        | PVV    | 32      | 627     |
| Provinciale Statenverkiezingen 2015 in Noord-Brabant | PVV    | 3       | 5.265   |
| Provinciale Statenverkiezingen 2019 in Noord-Brabant | PVV    | 3       | 3.905   |
| Europese Parlementsverkiezingen 2019                 | PVV    | 9       | 8.627   |
| Eerste Kamerverkiezingen 2019                        | PVV    | 13      | 0       |
| Tweede Kamerverkiezingen 2021                        | PVV    | 46      | 1.015   |
| Provinciale Statenverkiezingen 2023 in Noord-Brabant | PVV    | 3       | 3.843   |